# 서울 안양암 아미타불도
안양암 아미타불도(安養庵 阿彌陀佛圖)는 서울특별시 종로구 창신동, 안양암 대웅전에 있는 조선시대의 불화이다. 2004년 9월 30일 서울특별시의 유형문화재 제185호로 지정되었다.

## 개요
종로구 창신동 130-1에 소재하는 안양암은 1889년 성월(性月) 대사에 의해 창건된 사찰로서 현재는 한국불교미술박물관의 분관으로 활용되고 있다. 이곳에는 대웅전(大雄殿)을 비롯하여 명부전(冥府殿), 천오백불전(千五百佛殿), 금륜전(金輪殿), 관음전(觀音殿), 염불당(念佛堂), 영각(影閣) 등의 불전(佛殿) 및 불교 관련 전각(殿閣)들과 고산당(古山堂) 축연(竺演) 등 당대 최고 화사(畵師)들에 의해 조성된 불화 및 불상들이 다수 남아 있다.
이번에 유형문화재 제185호로 지정된 아미타후불도(阿彌陀後佛圖)는 대웅전의 아미타삼존상(阿彌陀三尊像) 뒤쪽에 모셔져 있다. 화기(畵記)가 별도 없지만 1958년 간행된『안양암지(安養庵誌)』를 통해 창건 당시인 1889년, 즉 고종 26년에 제작된 사실을 알 수 있다. 그림을 그린 이는 경성(慶惺)스님이다. 아미타불(阿彌陀佛)을 중심으로 왼쪽에 관음보살(觀音菩薩), 문수보살(文殊菩薩), 가섭(迦葉), 10대 제자 중 1인, 동방천왕(東方天王), 북방천왕(北方天王) 등을, 오른쪽에는 대세지보살(大勢至菩薩), 보현보살(普賢菩薩), 아난(阿難), 10대 제자 중 1인, 남방천왕(南方天王), 서방천왕(西方天王) 등을 그린 그림인데, 사천왕상(四天王像)까지만 간단히 표현하는 등 도상(圖像) 면에서 작품이 제작되던 시기의 특징적인 모습을 잘 보여주고 있다. 또한 아미타불의 광배(光背) 위쪽을 보면 금니(金泥)로 가득 칠하고 있는 것을 알 수 있는데 이러한 표현 기법은 화계사, 보광사 등 같은 시기 서울․경기 지역에서만 보이고 다른 지방에서는 보이지 않는 등 동 시기의 다른 지방 불화들과 차별성을 보이고 있다. 당대의 대표적 화사(畵師)인 경성(慶惺)스님의 작품일 뿐만 아니라 도상과 표현 기법 면에서 시대적․지역적 대표성을 가지고 있고 원형도 잘 유지되어 있으므로 시 유형문화재로 지정한다.

## 참고 자료
- 안양암 아미타불도 - 국가유산청 국가유산포털